# 26 de juny
El 26 de juny és el cent setanta-setè dia de l'any del calendari gregorià i el cent setanta-vuitè en els anys de traspàs. Queden 188 dies per a finalitzar l'any.

## Esdeveniments
Països Catalans
- 1977 - Barcelona: primera manifestació de l'orgull LGTB organitzada pel FAGC.[1]

Resta del món
- 1794 - Fleurus (Hainaut, Valònia): l'exèrcit de la Primera República Francesa surt victoriós de la batalla de Fleurus en el curs de la guerra de la Primera Coalició.[2]
- 1859 - Tractat de Tiajin o Tientsin, entre el govern de la dinastia Qing (Xina) i els Estats Units. També s'ha inclòs com un dels Tractats desiguals entre estats d'Àsia i les potencies occidentals.[3]
- 1870 - Múnic: primera representació de Die Walküre, la primera jornada de la Tetralogia Der Ring des Nibelunguen de Richard Wagner, al Nationaltheater.
- 1945 - San Francisco (Califòrnia) se signa la Carta de les Nacions Unides i l'Estatut de la Cort Internacional de Justícia.[4]
- 1960 - Madagascar es proclama independent del país de França.[5]
- 1963 - Berlín: el president americà John F. Kennedy fa el discurs Ich bin ein Berliner per mostrar el suport dels Estats Units als habitants de l'Alemanya de l'Oest, i sobretot als berlinesos.
- 1997, Regne Unit: es publica el primer llibre de la saga de Harry Potter: Harry Potter i la pedra filosofal.[6]
- 2015 - Washington DC, el Tribunal Suprem dels Estats Units autoritza el matrimoni entre homosexuals.[7]

## Naixements
Països Catalans
- 1580 - Verdú (l'Urgell): Pere Claver i Sobocano, jesuïta i missioner a Colòmbia, venerat com a sant per l'Església catòlica (m. 1654).
- 1904 - Palma: Mariana d'Ibarra i Montís, entomòloga mallorquina, especialista en lepidòpters (m.1990).[8]
- 1911 - Barcelona: Maria Carbonell i Mumbrú, pianista catalana (m. 1988).[9]
- 1914 - Barcelona: Maria Lluïsa Oliveras i Andreu, atleta catalana, pionera de l'atletisme català (m. 2000).[10]
- 1923 - Barcelona: Maria Martorell i Codina, mestra i directiva del moviment coral a Catalunya (m. 2015).[11]
- 1927 - Carcaixent (la Ribera Alta): José Vidal-Beneyto, filòsof, sociòleg i politòleg valencià
- 1928 - Molló (el Ripollès): Dolors Hubach i Vilarrodà, mestra catalana.
- 1946 - Torrelles de Foix: Francesc Pardo i Artigas, sacerdot catòlic català, bisbe de Girona (m. 2022).
- 1967 - Berga (el Berguedà): Francesc Ribera i Toneu "Titot", cantant, escriptor i polític.
- 1991 - Tuïr, Rosselló: Angélique Duchemin fou una boxejadora nord-catalana (m. 2017).[12]

Resta del món
- 1699 - París: Marie-Thérèse Rodet Geoffrin, escriptora i salonnière francesa, figura destacada de la Il·lustració (m. 1777).[13]
- 1730 - Badonviller, França: Charles Messier, astrònom francès, conegut per compilar un catàleg de 110 objectes de l'espai profund (nebuloses i cúmuls d'estels) (els objectes Messier) que porta el seu nom (m. 1817).[14]
- 1753 - Bagnols-sur-Cèze (França): Antoine Rivaroli, dit de Rivarol, o simplement Rivarol, escriptor, periodista, assagista i pamfletista i legitimista francès. (m. 1801).[15]
- 1792 - Bredstedt, districte de Nordfriesland, Alemanya: Christian Albrecht Jensen, pintor danès.
- 1821 - Buenos Aires: Bartolomé Mitre, president de l'Argentina (m. 1906).
- 1824 - Belfast, Irlanda: William Thomson, físic, matemàtic i enginyer britànic (m. 1907).[16]
- 1834 - Shipdham, Norfolk: Edward Bunnet, compositor i organista anglès.
- 1892 - Hillsboro, Virgínia de l'Oest: Pearl S. Buck, escriptora nord-americana, Premi Nobel de Literatura el 1938 (m. 1973).[17]
- 1902 - Rotterdam: Antonia Louisa Brico, pianista i directora d'orquestra neerlandesa que revolucionà el món de la música (m. 1989).[18]
- 1908 - Valparaíso, Xile: Salvador Allende, president xilè.
- 1909 - Montevideo: Amalia Polleri, professora, artista, poeta, periodista i crítica d'art uruguaiana (m. 1996).[19]
- 1913 - 
  - Cebreros (Espanya): Joaquim Viola i Sauret, polític català, afusellat per EPOCA.
  - Beirut: Anissa Rawda Najjar, activista libanesa pels drets de les dones (m. 2016).[20]
- 1920 - Viena: Ludwig Streicher, contrabaixista austríac, principal contrabaix de l'Orquestra Filharmònica de Viena (m. 2003).[21]
- 1922 - Cedarville, Ohio: Eleanor Parker, actriu estatunidenca de cinema i televisió (m. 2013).[22]
- 1923 - Colònia: Franz-Paul Decker, director d'orquestra alemany de nacionalitat canadenca.
- 1924 - Sant Sebastià: José Ignacio San Martín López, coronel de l'Exèrcit de Terra espanyol participant en el cop d'estat del 23 de febrer de 1981.[23]
- 1933 - Milà, Regne d'Itàlia: Claudio Abbado, director d'orquestra, entre d'altres, de La Scala de Milà, l'Òpera de Viena, l'Orquestra Simfònica de Londres i la Filharmònica de Berlín.[24]
- 1937 - Washington DC, EUA: Robert Coleman Richardson, físic nord-americà, Premi Nobel de Física de l'any 1996 (m. 2013).[25]
- 1938 - Lisboa: Maria Velho da Costa, escriptora portuguesa, Premi Luís de Camões de l'any 2002.[cal citació]
- 1940 - Nova York: Lucinda Childs, ballarina, actriu i coreògrafa de dansa postmoderna, que ha renovat l'escena contemporània.[26]
- 1942 - Salvador, estat de Bahia, Brasil: Gilberto Gil, cantautor, membre de l'ABL i exministre de cultura brasiler.[27]
- 1944 - Mímrino, óblast d'Oriol, Unió Soviètica: Guennadi Ziugànov, polític rus, secretari general del Partit Comunista de la Federació Russa.
- 1951 - Queens, Nova York, Estats Units: Robert Davi, actor, productor, director i guionista estatunidenc.
- 1956 - Meaux, França: Véronique Genest, actriu francesa coneguda pel seu paper de Julie Lescaut.[28]
- 1966 - Oslo, Noruega: Tom Henning Øvrebø, àrbitre de futbol noruec.
- 1975 - 
  - Dolbeau-Mistassini, Quebec: Marie-Nicole Lemieux, contralt quebequesa.[29]
  - Copenhaguen: Kristina Háfoss, economista, advocada, política de les illes Fèroe, ha estat Ministra de Finances.[30]
- 1981 - Buenos Aires, Argentina: Franco Cristaldo, futbolista que juga en la posició de centrecampista.
- 1986 - Montreuil, França: Fatoumata Kébé, astrònoma, astrofísica i educadora francesa, especialitzada en la brossa espacial.[31]
- 1993 - Boca Raton, Florida: Ariana Grande, actriu, cantant i ballarina nord-americana.[32]

## Necrològiques
Països Catalans
- 1653 - Avinyó: Juliana Morell, humanista, teòloga, traductora i escriptora (n. 1594).[33]
- 1907 - Barcelona: Josep Maria Valls i Vicens, advocat i escriptor català (pseudònim: Josep Ma. Bosch Gelabert)
- 1940 - L'Havana, Cuba: Lluís Bagaria i Bou, caricaturista català (n. 1882).
- 1944 - El Talladell, Urgell: Dolors Codina i Arnau, propietària catalana, primera dona alcaldessa de Catalunya (n. 1878).[34]
- 1971 - Barcelona: Joan Manén i Planas, virtuós del violí i compositor (n. 1883).[35]
- 1984 - Barcelona: Rosa Szücs i del Olmo, fotògrafa catalana (n. 1911).[36]
- 1990 - Barcelona: Manuel de Pedrolo, escriptor català (n. 1918).[37]
- 1992 - València: Joan Baptista Mengual i Llull, conegut com a Isa Tròlec, escriptor valencià (n. 1945).

Resta del món
- 363 - Maranga, Mesopotàmia: Julià l'Apòstata, emperador romà i notable filòsof (n. el 331 o el 332).
- 1291 - Amesbury, Regne d'Anglaterra: Elionor de Provença, infanta de Provença i reina consort d'Anglaterra (n. 1223).[38]
- 1541 - Lima: Francisco Pizarro, marquès dels Atebillos per les seves tasques d'exploració i conquesta d'Amèrica (n. 1478).
- 1762 - Leipzig: Luise Gottsched, escriptora, pionera del teatre alemany modern (m. 1713).[39]
- 1811 - Alhóndiga de las Granaditas, Guanajuato, Mèxic: Ignacio Allende, líder del moviment d'independència de Mèxic (n. 1769).
- 1878 - Madrid, Espanya: Maria de la Mercè d'Orleans, reina d'Espanya, casada amb Alfons XII (n. 1860).[40]
- 1924 - Moscou: Valentina Serova, compositora russa d'ascendència germano-jueva (n. 1846).[41]
- 1926 - Stuttgart, Alemanya: Anna Peters, pintora alemanya (n. 1843).[42]
- 1938 - Wicasset, Maine (EUA): James Weldon Johnson, autor, polític, diplomàtic, crític, periodista, poeta, antologista, educador, advocat, compositor de cançons, activista dels drets humans i prominent figura dins el moviment cultural Harlem Renaissance (n. 1871).[43]
- 1939 - Deauville (Calvados): Ford Madox Ford, el nom de naixement del qual era Ford Hermann Hueffer, va ser un novel·lista, poeta, crític i editor anglès, (n. 1873).[44]
- 1943 - Nova York (EUA): Karl Landsteiner, patòleg estatunidenc d'origen austríac, Premi Nobel de Medicina o Fisiologia de 1930 (n.1868).[45]
- 1947 - Mickleham, Surrey (Anglaterra): Richard Bedford Bennett, primer vescomte de Bennett, advocat i polític canadenc. (n. 1870).[5]
- 1961 - París (França): Hélène Dutrieu, pionera de l'aviació (n. el 1877).[46]
- 1975 - Roma: Josepmaria Escrivà de Balaguer, sacerdot aragonès i fundador de l'Opus Dei (n. 1902).
- 1984 - París: Michel Foucault, filòsof francès (n. 1926).[47]
- 1987 - Maarheeze (Països Baixos): Henk Badings, compositor neerlandès (n. 1907).[48]
- 1996 - Dublín, Irlanda: Veronica Guerin, periodista irlandesa (n. 1958).
- 2003 - Lió, França: Marc-Vivien Foé, futbolista camerunès, mort d'infart miocardíac durant un partit de la Copa Confederacions de la FIFA.
- 2004 - Tel-Aviv, Israel: Naomi Shemer, poetessa, compositora i cantant israeliana (n. 1930).[49]
- 2012 - Nova York, EUA: Nora Ephron, productora, guionista i directora de cinema nord-americana (n. 1941).[50]
- 2020 - Xangai, Xina: Chen Peiqiu, pintora de cal·ligrafia i guohua xinesa (n. 1922).[51]

## Festes i commemoracions
- Dia Internacional contra l'Ús Indegut i el Tràfic Il·lícit de Drogues
- Dia Internacional de Suport a les Víctimes de Tortura

### Santoral
Església Catòlica
- Beata Giuseppina Catanea, carmelita (1948); Abuna Yaaqub El-Haddad o Jaume de Ghazir, fundador (1954).
- Hermogi de Tui, bisbe
- sant Paulí de Nola.
- Sants al Martirologi romà (2011):[52]
  - Joan i Pau de Roma, màrtirs (s. IV);
  - Mèdic d'Otricoli o Sanç d'Otricoli, màrtir;
  - Vigili de Trento, bisbe (405);
  - Maixent d'Agde, abat (515);
  - Pelagi de Còrdova, nen màrtir (925);
  - Antelm de Belley, bisbe (1176);
  - Josemaría Escrivá de Balaguer, fundador (1975).

Església Copta
- 19 Baoni: Arquelau d'Alexandria, patriarca (311); Beschay Anub de Panios, màrtir (s. II); Jordi de Mosahem, màrtir.

Església Ortodoxa (segons el calendari gregorià)Corresponen als sants del 13 de juny del calendari julià:
- Eulogi d'Alexandria, patriarca (607)

Esglésies luteranes
- Jeremies, profeta;
- sant Vigili de Trento.